# Gunnar Nordahl
Gunnar Nordahl (Hörnefors, Västerbotten; 19 de octubre de 1921-Alguer, Cerdeña; 15 de septiembre de 1995) fue un futbolista sueco que jugaba de delantero, conocido sobre todo por su carrera con el IFK Norrköping y la Associazione Calcio Milan durante la década de los años 1940 y 1950; en este último fue el primer sueco en jugar en ese equipo. Comenzó su carrera en el Degerfors Idrottsförening de su país natal. Ganó cuatro campeonatos suecos con el Norrköping y llegó a marcar siete goles en un partido.
Nordahl fue llamado por primera vez a la selección de fútbol de Suecia en 1945. En 1948, ayudó a Suecia a ganar el torneo olímpico de fútbol, convirtiéndose en el máximo goleador del torneo durante el camino.
Durante su tiempo en clubes suecos, Nordahl marcó 219 goles en 210 partidos. Fue transferido al AC Milan en 22 de enero de 1949. Más tarde, jugaría en el equipo con sus compañeros delanteros del equipo nacional, Gunnar Gren y Nils Liedholm para formar el célebre trío Gre-No-Li.
El traspaso de Nordahl al Milan le forzó a retirarse del equipo nacional, ya que las reglas en ese momento impedía a los profesionales jugar en el equipo nacional sueco. En sus 30 partidos en el equipo nacional, marcó un total de 44 goles, con un promedio de alrededor de 1,5 goles por partido. En sus ocho temporadas con el AC Milan, fue el máximo goleador de la Serie A cinco veces. Después de dejar el Milan, Nordahl jugó para la Roma por dos temporadas.
Nordahl es el máximo goleador de toda la historia de la A. C. Milan, con 210 goles en liga, y el cuarto máximo goleador histórico de la liga italiana con 225 goles en 291 partidos. Sólo Silvio Piola, Giuseppe Meazza y Francesco Totti han marcado más goles en esta división, convirtiendo a Nordahl en el máximo goleador entre los jugadores no italianos.
Nordahl mantuvo durante 66 años el récord de goles en una temporada en Italia, con 35 goles en la temporada 1949-1950. Fue superado por el argentino Gonzalo Higuaín, quien marcó 36 tantos para el Napoli en la temporada 2015-2016.
Thomas Nordahl, que es el hijo de Gunnar, fue miembro del equipo de Suecia en la Copa Mundial de 1970.

## Trayectoria

### Clubes
Datos actualizados a fin de carrera deportiva.
| Hörnefors Idrottsförening | 1937-38                         | 3.ª                             | 14  | 20  | Inexistente | Inexistente | Inexistentes | Inexistentes | 14   | 20   | 1.43 |
| Hörnefors Idrottsförening | 1938-39                         | 3.ª                             | 14  | 25  | Inexistente | Inexistente | Inexistentes | Inexistentes | 14   | 25   | 1.79 |
| Hörnefors Idrottsförening | 1939-40                         | 3.ª                             | 13  | 23  | Inexistente | Inexistente | Inexistentes | Inexistentes | 13   | 23   | 1.77 |
| Total Hörnefors Idrottsförening | Total Hörnefors Idrottsförening | Total Hörnefors Idrottsförening | 41  | 68  | 0           | 0           | 0            | 0            | 41   | 68   | 1.66 |
| Degerfors Idrottsförening | 1940-41                         | 1.ª                             | 17  | 15  | ?           | ?           | Inexistentes | Inexistentes | ?    | ?    |      |
| Degerfors Idrottsförening | 1941-42                         | 1.ª                             | 21  | 13  | ?           | ?           | Inexistentes | Inexistentes | ?    | ?    |      |
| Degerfors Idrottsförening | 1942-43                         | 1.ª                             | 20  | 16  | ?           | ?           | Inexistentes | Inexistentes | ?    | ?    |      |
| Degerfors Idrottsförening | 1943-44                         | 1.ª                             | 19  | 14  | ?           | ?           | Inexistentes | Inexistentes | ?    | ?    |      |
| Total Degerfors Idrottsförening | Total Degerfors Idrottsförening | Total Degerfors Idrottsförening | 77  | 58  | ?           | ?           | 0            | 0            | ?    | ?    |      |
| I. F. K. Norrköping | 1944-45                         | 1.ª                             | 19  | 27  | ?           | ?           | Inexistentes | Inexistentes | ?    | ?    |      |
| I. F. K. Norrköping | 1945-46                         | 1.ª                             | 21  | 25  | ?           | ?           | Inexistentes | Inexistentes | ?    | ?    |      |
| I. F. K. Norrköping | 1946-47                         | 1.ª                             | 20  | 17  | ?           | ?           | Inexistentes | Inexistentes | ?    | ?    |      |
| I. F. K. Norrköping | 1947-48                         | 1.ª                             | 22  | 18  | ?           | ?           | Inexistentes | Inexistentes | ?    | ?    |      |
| I. F. K. Norrköping | 1948-49                         | 1.ª                             | 10  | 6   | ?           | ?           | -            | -            | ?    | ?    |      |
| Total I. F. K. Norrköping | Total I. F. K. Norrköping       | Total I. F. K. Norrköping       | 92  | 93  | ?           | ?           | 0            | 0            | ?    | ?    |      |
| A. C. Milan | 1948-49                         | 1.ª                             | 15  | 16  | Suspendida  | Suspendida  | -            | -            | 15   | 16   | 1.07 |
| A. C. Milan | 1949-50                         | 1.ª                             | 37  | 35  | Suspendida  | Suspendida  | -            | -            | 37   | 35   | 0.95 |
| A. C. Milan | 1950-51                         | 1.ª                             | 37  | 34  | Suspendida  | Suspendida  | 2            | 4            | 39   | 38   | 0.97 |
| A. C. Milan | 1951-52                         | 1.ª                             | 38  | 26  | Suspendida  | Suspendida  | -            | -            | 38   | 26   | 0.68 |
| A. C. Milan | 1952-53                         | 1.ª                             | 32  | 26  | Suspendida  | Suspendida  | 2            | 2            | 34   | 28   | 0.82 |
| A. C. Milan | 1953-54                         | 1.ª                             | 33  | 23  | Suspendida  | Suspendida  | -            | -            | 33   | 23   | 0.70 |
| A. C. Milan | 1954-55                         | 1.ª                             | 33  | 27  | Suspendida  | Suspendida  | 2            | 1            | 35   | 28   | 0.80 |
| A. C. Milan | 1955-56                         | 1.ª                             | 32  | 23  | Suspendida  | Suspendida  | 5            | 4            | 37   | 27   | 0.73 |
| Total A. C. Milan | Total A. C. Milan               | Total A. C. Milan               | 257 | 210 | 0           | 0           | 11           | 11           | 268  | 221  | 0.82 |
| A. S. Roma | 1956-57                         | 1.ª                             | 30  | 13  | Suspendida  | Suspendida  | -            | -            | 30   | 13   | 0.43 |
| A. S. Roma | 1957-58                         | 1.ª                             | 4   | 3   | -           | -           | -            | -            | 4    | 3    | 0.75 |
| Total A. S. Roma | Total A. S. Roma                | Total A. S. Roma                | 34  | 16  | 0           | 0           | 0            | 0            | 34   | 16   | 0.47 |
| Total carrera | Total carrera                   | Total carrera                   | 501 | 445 | 0+          | 0+          | 11           | 11           | 512+ | 456+ | 0.89 |
| (1) Resaltados los goles que le proclamaron máximo goleador del campeonato. (2) Incluye datos de la Svenska Cupen (1940-49) / Coppa Italia (1957-58). (3) Incluye datos de la Copa Latina (1950-56); Copa de Europa (1955-56). (4) No incluye goles en partidos amistosos. |                                 |                                 |     |     |             |             |              |              |      |      |      |

## Palmarés

### Campeonatos nacionales
| Título        | Club           | País   | Año  |
| ------------- | -------------- | ------ | ---- |
| Svenska Cupen | IFK Norrköping | Suecia | 1945 |
| Allsvenskan   | IFK Norrköping | Suecia | 1945 |
| Allsvenskan   | IFK Norrköping | Suecia | 1946 |
| Allsvenskan   | IFK Norrköping | Suecia | 1947 |
| Allsvenskan   | IFK Norrköping | Suecia | 1948 |
| Serie A       | AC Milan       | Italia | 1951 |
| Serie A       | AC Milan       | Italia | 1955 |

### Campeonatos internacionales
| Título              | Equipo          | Sede    | Año  |
| ------------------- | --------------- | ------- | ---- |
| Juegos Olímpicos    | Selección Sueca | Londres | 1948 |
| Copa europea Latina | A. C. Milan     | Milán   | 1951 |
| Copa europea Latina | A. C. Milan     | Milán   | 1956 |

## Distinciones individuales
| Distinción                                       | Año                          |
| ------------------------------------------------ | ---------------------------- |
| Máximo Goleador de la Allsvenskan                | 1943, 1945, 1946, 1948       |
| Guldbollen                                       | 1947                         |
| Goleador de los Juegos Olímpicos de Londres 1948 | 1948                         |
| Capocannonieri                                   | 1950, 1951, 1953, 1954, 1955 |
| Miembro de Salón de la Fama del AC Milan         |                              |